# Copella eigenmanni
Copella eigenmanni és una espècie de peix d'aigua dolça de clima tropical de la família dels lebiasínids i de l'ordre dels caraciformes. Va ser descrit com a Copeina eigenmanni, acceptat com sinònim taxonòmic, el 1912 per Charles Tate Regan.
Poden assolir 3,6 cm fins a 3,6 cm de longitud total. Es troba a Sud-amèrica entre Pará al Brasil i la desembocadura de l'Orinoco.